# آلفرد سی. ابدی
آلفرد سی. ابدی (انگلیسی: Alfred C. Abadie؛ ‏ ۹ دسامبر ۱۸۷۸ – ۱ ژانویهٔ ۱۹۵۰) بازیگر، تهیه‌کننده، عکاس و کارگردان اهل ایالات متحده آمریکا بود. وی یکی از فیلم‌سازان پیشگام سینما بود که برای توماس ادیسون کار می‌کرد. وی همچنین در ساحت فیلم‌های واقع‌گرایانه تخصص داشت که پیش‌درآمدی بر فیلم‌های مستند بودند. او کارش را با دستیاری فیلم‌برداری برای جیمز اچ. وایت در استودیوهای ادیسون آغاز کرد. وی فیلم‌های آموزشی و صنعتی هم می‌ساخت، از جمله فیلم «زایش» (۱۹۱۷) که نخستین فیلم از مراحل زایش یک نوزاد محسوب می‌شود. در سال ۲۰۱۹ میلادی، کتابخانه کنگره فیلم «ورود مهاجران به جزیره الیس» او را «به‌لحاظ فرهنگی، تاریخی یا زیبایی‌شناختی پُراهمیت» قلمداد کرده و آن را جهت حفظ و نگهداری دائمی به فهرست ملی ثبت فیلم افزود.
از فیلم‌هایی که وی در آن نقش داشته‌است، می‌توان به سرقت بزرگ قطار و حرکت کن اشاره کرد.